# Safidia aztecella
Safidia aztecella är en fjärilsart som beskrevs av Embrik Strand 1917. Safidia aztecella ingår i släktet Safidia och familjen nattflyn. Inga underarter finns listade.